# 烏赫拉瓦河

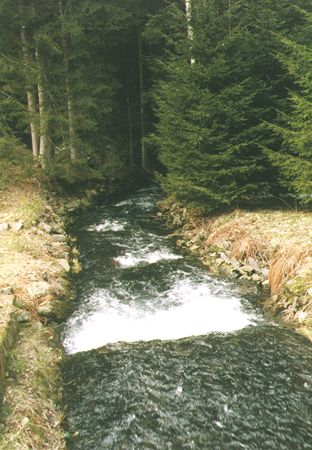

烏赫拉瓦河是捷克的河流，位於易北河流域，屬於拉德布扎河的右支流，河道全長108公里，流域面積919平方公里，河畔城鎮有普熱什季采。
49°43′11.7444″N 13°23′22.5132″E / 49.719929000°N 13.389587000°E